# Acanthinus aequinoctialis
Espèce
Acanthinus aequinoctialis est une espèce d'insectes coléoptères de la famille des Anthicidae.